# 大平喜間多
大平 喜間多（おおひら きまた、1889年〈明治22年〉1月15日 - 1959年〈昭和34年〉）は、日本の郷土史家。地元の松代を中心に活躍し、『佐久間象山』『真田幸弘と恩田木工』などを著す。松代町会議員も務めていた。

## 生涯
長野県埴科郡寺尾村（現・長野市松代町東寺尾）に生まれる。20歳前後で松代で発行されていた『勧業新聞』の記者になり、1913年（大正2年）に最初の書籍である『松代風土記』を発刊。その後、『中信時報』新聞社に移り、30歳で松代町史編纂主任に就任する。また、1937年（昭和12年）から昭和30年代までは松代町会議員も務めていた。
議員になってから活動はより狭い範囲になり、著書は多いが松代に関する小説的なものが多くなっていく。自らの職業を「郷土史家」ではなく「著述家」としていた大平は、自ら興味の赴く「郷土の歴史」に題材を求めた、あくまで一般的な著述を目指していたのではないか、とする指摘もある。
1929年（昭和4年）には約10年をかけて『松代町史』を発刊。同年、埴科郷土研究会の創設に関わり、1932年（昭和8年）頃には北信郷土叢書刊行会を設立する。

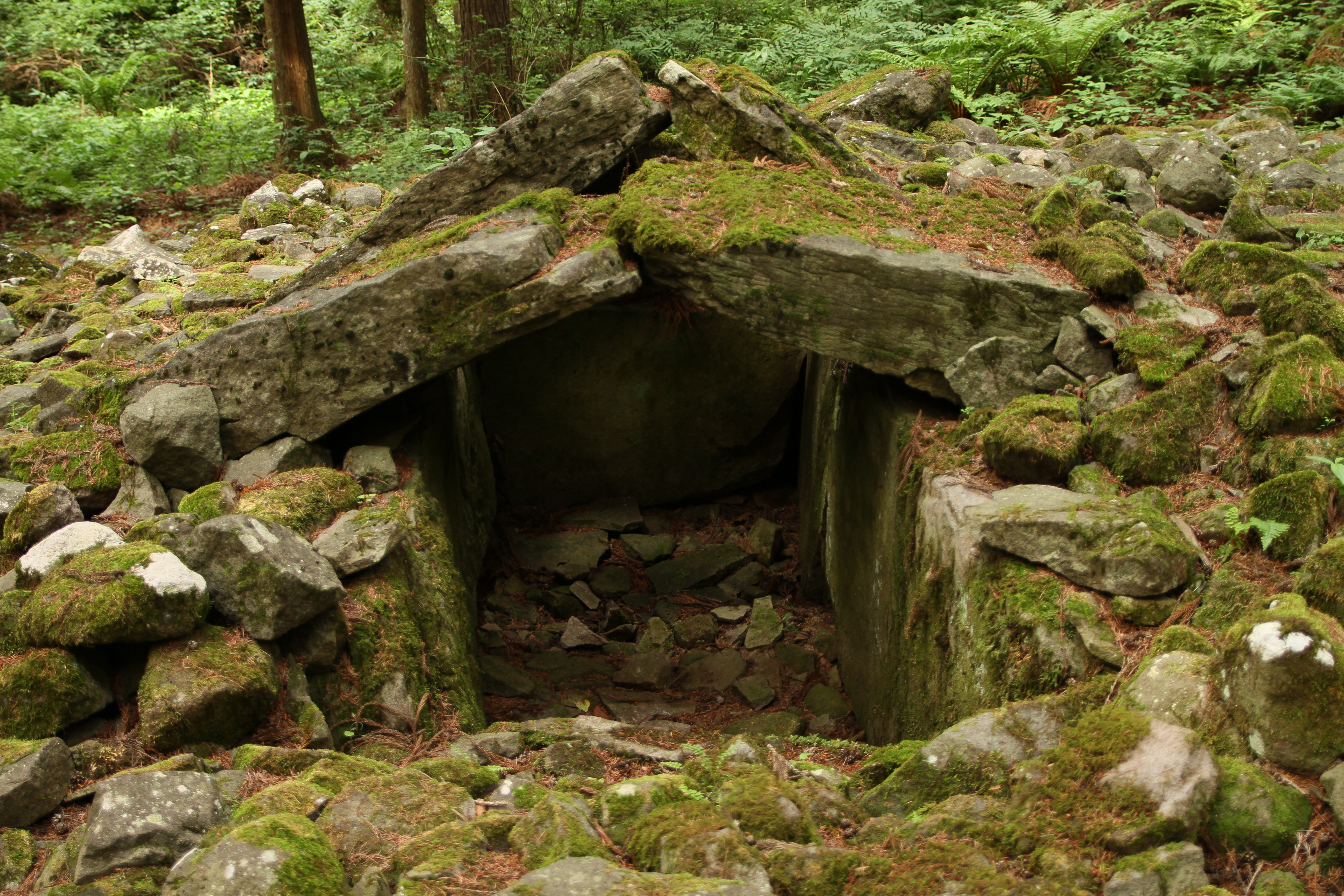
大平塚（大室古墳群・第168号）

また、歌人としても活動しており、小学校の同級生で同郷の歌人・中村柊花と終生親交を持った。1959年（昭和34年）、胃がんにより70歳で死去した大平を悼んだ中村は、歌を10首詠んでいる。以下は、その中の3首である。
- 「郷土史家と人も許して居し君の姿消えたるうら淋しさよ」
- 「克明に古文書漁りして廻り記憶の力殊にすぐれし」
- 「吾子持たぬことがいささか社会的名誉に走る種となりしか」

なお、大室古墳群の168号墳は大平が調査したため、「大平塚」とも呼ばれている。

## 著作
年代順に並べる。なお、パブリックドメインで既にインターネット公開されているものはリンクを貼った。
- 『松代風土記』
- 『松代附近名勝図会』
- 『松代町史』
- 『真田幸弘公と恩田木工』信濃郷土文化普及会、昭和4年
- 『佐久間象山』
- 『佐久間象山逸話集』
- 『奇人か変人か赤帽さん』信濃毎日新聞社出版部、昭和10年
- 『恩田木工民親伝』信濃毎日新聞社、昭和10年
- 『現代語訳　日暮硯』
- 『吾等の恩師　竹内安治先生』
- 『片井京助直徹傳』
- 『赤帽技師 船大工常田壬太郎の生涯』創造社、昭和18年
- 『本邦民間蒸気製糸の元祖　本六工社創業略史』
- 『海防の先覚者　真田幸貫傳』
- 『史跡に指定された　松代藩文武学校』
- 『現代語訳　ひぐらしすゞり　付録真田幸弘、恩田木工傳』
- 『松代学校沿革史』（共著）
- 『松代が生んだ名女優　松井須磨子』（共著）
- 『吾妻銀右衛門翁傳』（共著）
- 『佐久間象山（人物叢書）』

以下は刊行不明
- 『少年郷土史稿』
- 『日本養糸業の功労者　大里忠一郎伝』
- 『渋谷竹栖伝』